# Madeline Juno
 (mai 2018).
Si vous disposez d'ouvrages ou d'articles de référence ou si vous connaissez des sites web de qualité traitant du thème abordé ici, merci de compléter l'article en donnant les références utiles à sa vérifiabilité et en les liant à la section « Notes et références ».
Madeline Juno, née le 11 août 1995 à Offenbourg en Allemagne, est une auteure-compositrice-interprète, chanteuse et musicienne allemande.

## Biographie
Madeline Juno naît en 1995 de parents musiciens, son père est batteur et sa mère est pianiste. Elle a grandi à Offenburg-Griesheim dans la Forêt-Noire en Allemagne.  
Elle est diplômée de Realschule en 2012.  Très jeune, quand elle avait 6 ans en 2001,  elle a appris à jouer du piano avec sa mère. À l'âge de 12 ans en 2008, elle a commencé à jouer de la guitare et à écrire ses propres chansons.

## Discographie

### Albums studios
- The Unknown, (sorti le  7 mars 2014)
- Salvation, (sorti le 26 février 2016)
- DNA, (sorti le 8 septembre 2017)
- Was bleibt, (sorti le 6 septembre 2019)

### EP
- Waldbrand, (sorti le 30 septembre 2016)